# Obereopsis atricollis
Obereopsis atricollis är en skalbaggsart som beskrevs av Stefan von Breuning 1957. Obereopsis atricollis ingår i släktet Obereopsis och familjen långhorningar. Inga underarter finns listade i Catalogue of Life.